# Nannochelifer paralius
Nannochelifer paralius är en spindeldjursart som beskrevs av Harvey 1984. Nannochelifer paralius ingår i släktet Nannochelifer och familjen tvåögonklokrypare. Inga underarter finns listade i Catalogue of Life.